# Ichneutica epiastra
Ichneutica epiastra là một loài bướm đêm trong họ Noctuidae. Nó là loài đặc hữu New Zealand.
I. epiastra được mô tả đầu tiên bởi Edward Meyrick vào năm 1911, với danh pháp Leucania epiastra. Vào năm 2019, Robert J. B. Hoare đã tiến hành một cuộc đánh giá lớn về loài bướm đêm ở New Zealand. Ông đã xác định đồng nghĩa danh pháp Dipaustica với chi Ichneutica và kết quả là loài này ngày nay được gọi là Ichneutica epiastra.